# المجد (فلم 1989)
المجد (بالإنجليزية: Glory) هو فيلم دراما تم إنتاجه في الولايات المتحدة وصدر في سنة 1989، ويصور قصة الضابط العسكري روبرت جولد شاو.

## بطولة
- ماثيو برودريك
- دنزل واشنطن
- مورغان فريمان

### ترشيحات وجوائز
| السنة | الحدث  | الفئة              | النتيجة  |
| ----- | ------ | ------------------ | -------- |
|       | أوسكار | أفضل تصوير سينمائي | فـــــوز |

## الميزانية والإيرادات
بلغت تكلفة إنتاج الفيلم حوالي 18,000,000 دولار بينما حقق أرباحا تقدر بـ 26,828,365 دولار.

## وصلات خارجية
- المجد على موقع IMDb (الإنجليزية)
- المجد على موقع ميتاكريتيك (الإنجليزية)
- المجد على موقع الموسوعة البريطانية (الإنجليزية)
- المجد على موقع روتن توميتوز (الإنجليزية)
- المجد على موقع نتفليكس (الإنجليزية)
- المجد على موقع قاعدة بيانات الأفلام العربية
- المجد على موقع ألو سيني (الفرنسية)
- المجد على موقع Turner Classic Movies (الإنجليزية)
- المجد على موقع أول موفي (الإنجليزية)
- المجد على موقع بوكس أوفيس موجو (الإنجليزية)

1. ↑  مُعرِّف قاعدة بيانات الأفلام على الإنترنت (IMDb): tt0097441.
2. 1 2 3 4 5 6  مذكور في: المجد. تاريخ النشر: 1989.
3. 1 2 3  وصلة مرجع: https://www.oscars.org/oscars/ceremonies/1990.
4. ↑  وصلة مرجع: http://stopklatka.pl/film/chwala. الوصول: 15 أبريل 2016.
5. ↑  وصلة مرجع: http://www.imdb.com/title/tt0097441/. الوصول: 15 أبريل 2016.
6. ↑  وصلة مرجع: http://www.allocine.fr/film/fichefilm_gen_cfilm=5617.html. الوصول: 15 أبريل 2016.